# Amel Karboul
Amel Karboul (arabe : آمال كربول), née le 25 avril 1973 à Tunis, est une cheffe d'entreprise, femme politique, auteure et conférencière tunisienne. Elle est la première femme à occuper le poste de ministre du Tourisme dans son pays, au sein du gouvernement de Mehdi Jomaa, en fonction du 29 janvier 2014 au 6 février 2015.

## Biographie

### Origines et vie privée
Originaire de Djerba mais née à Tunis, capitale de la Tunisie, son père Mohamed Karboul est secrétaire d'État au ministère de l'Intérieur dans le premier gouvernement Baccouche puis ambassadeur de Tunisie en Allemagne de l'Ouest,.
Elle est mariée à un ingénieur allemand, Marcus Gottschalk, et mère de deux filles Shedlia et Leyla. Elle parle couramment arabe, anglais, français, allemand et a une bonne connaissance de l'espagnol et du grec,.

### Études
Amel Karboul étudie à l'université de Karlsruhe en Allemagne, où elle obtient en 1996 une maîtrise en génie mécanique.
En 2002, elle décroche une certification en coaching systémique du Institut für Fort- und Weiterbildung de Munich. Elle obtient par la suite un doctorat en encadrement et mentorat de l'Oxford Brookes University au Royaume-Uni.

### Carrière professionnelle
De novembre 1996 à septembre 2001, elle est cheffe de projet pour la gestion de l'innovation et les relations avec les fournisseurs pour Mercedes-Benz en Afrique du Sud ainsi qu'en Allemagne et effectue une mission au profit de la DaimlerChrysler Corporate University aux États-Unis, à Singapour et en Allemagne, concernant le transfert de technologies et la transformation du leadership d'entreprises. Elle est aussi consultante en matière de stratégie au sein du Boston Consulting Group (Allemagne) entre octobre 2001 et mars 2002,. Elle est aussi manager associée au Consulting Group Neuwalddegg et au Research Group Neuwaldegg à Vienne entre août 2002 et juin 2007. Elle fonde en juillet 2007 et dirige, en tant que PDG, la société Change, Leadership and Partners présente à Tunis, Cologne et Londres, une firme de conseil technique en leadership et changement. Elle est par ailleurs ambassadrice pro bono pour la Fondation BMW Herbert-Quandt, présente à Berlin et Londres, à partir de juin 2013.
Pour son accompagnement individualisé, elle reçoit le Best Coaching Colloquium Case Award lors du ESMT/KDVI Coaching Colloquium à Berlin en 2012. Elle est également reconnue dans plusieurs revues allemandes comme Brand eins (de). Le quotidien Die Welt publie également un portrait d'elle.
Elle est membre de la Strategic Management Society, de l'International Coach Federation et du Tunisian Research Network. Elle donne également des conférences dans de nombreuses écoles comme la ZfU International Business School de Thalwil (Suisse), le Management Zentrum de Witten et la Frankfurt University of Applied Sciences (de) (Allemagne). Elle rejoint en 2006 le Duke Corporate Education Global Learning Ressource Network actif aux États-Unis et au Royaume-Uni.

### Ministre du Tourisme

#### Nomination
Après la désignation de Mehdi Jomaa en tant que chef du gouvernement par le président de la République Moncef Marzouki, le 10 janvier 2014, puis sa reconduction le 26 janvier, ce dernier annonce la composition officielle de son gouvernement où figure le nom de Karboul en tant que ministre du Tourisme, devenant la première femme à occuper ce portefeuille et le membre le plus jeune du cabinet.
Lors de la séance de l'assemblée constituante destinée à voter la confiance au gouvernement, elle crée la polémique et se voit attaquée par des constituants, notamment Ibrahim Kassas et Azed Badi, qui l'accusent d'avoir voyagé en Israël,, ce qui la rend coupable à leurs yeux de normalisation avec ce qu'ils qualifient d'« entité sioniste ». Mehdi Jomaa prend alors la défense de sa ministre, déclarant qu'il s'est basé sur trois critères de sélection, à savoir l'intégrité, la neutralité et les compétences et indiquant que ce voyage a eu lieu en 2006 dans le cadre d'une formation destinée à des Palestiniens et pour laquelle elle était obligée de passer par Tel Aviv ; elle y subit six heures d'interrogatoires à cause du fait qu'elle est arabe et musulmane, avant de quitter la ville en refusant de se rendre à la formation. Malgré les critiques, le gouvernement obtient la confiance de l'assemblée constituante. Le 29 janvier, le gouvernement prête serment devant le président de la République. Quelques instants plus tard, la ministre annonce qu'elle a présenté sa démission au chef du gouvernement, déclarant qu'elle avait besoin du soutien de tous les Tunisiens pour réaliser sa mission : « Je suis venue pour travailler. J'ai laissé tomber un poste important de PDG. Le chef du gouvernement m'a convaincue. En effet, dans le printemps arabe, la Tunisie est le seul pays qui n'est pas entré dans une guerre civile et je sens qu'on a vraiment une chance d'avancer ». Jomaa refuse toutefois cette démission.

#### Activités
Dirigeant un secteur en crise, elle indique qu'elle ne veut pas sauver une saison touristique mais vingt saisons, tout en précisant que sa première visite de terrain serait consacrée au Sud du pays. Elle indique également qu'avec le nouveau ministre de la Culture Mourad Sakli elle compte organiser un événement important pour le cinquantenaire du Festival international de Carthage. Parmi ses trois priorités figurent : « travailler sur l'image de la Tunisie en mettant en avant son patrimoine culturel, améliorer la qualité et l'environnement des infrastructures et régionaliser l'offre touristique, entre la « petite Suisse » du Nord avec ses lacs et ses forêts, le Sahara au sud et le littoral ». Elle consacre son premier jour à rendre visite à la Fédération tunisienne de l'hôtellerie, lors d'une séance de travail consacrée à améliorer la place importante que joue le tourisme dans l'économie nationale. Elle déclare qu'il est primordial de redéfinir la notion de tourisme pour le comprendre d'une manière plus vaste et d'améliorer l'image de la Tunisie, en mettant en valeur ses caractéristiques géographiques, climatiques et culturelles. Elle annonce aussi qu'il faudra attirer les touristes en accueillant des célébrités et des hommes d'État ailleurs que dans la capitale, dans des régions telles que Tozeur et Tabarka. Elle déclare par ailleurs que la propreté du pays, la mise en valeur de son patrimoine culturel et historique ainsi que le développement de la publicité en sa faveur est impératif pour le développement du tourisme.
Le 22 février, elle participe au festival des Dunes électroniques à Nefta, dans le décor du film Star Wars, aux côtés de Sakli, de l'ambassadeur de France, François Gouyette, et de l'ancien ministre français Jack Lang. Elle y déclare que la jeunesse doit prendre en main l'avenir du pays, tout en mettant l'accent sur le développement du tourisme saharien.

#### Image personnelle
Sa spontanéité et son charisme lui valent d'être critiquée par les conservateurs, jugeant qu'une ministre doit rester sérieuse. Malgré cela, elle est le membre le plus populaire du gouvernement, après Jomaa et devant Mongi Hamdi, ministre des Affaires étrangères. Vu son parcours et son élégance, elle est désignée par les médias comme l'anti-Sihem Badi, ministre des Affaires de la femme dans le gouvernement sortant d'Ali Larayedh. Toutefois, son utilisation assidue des réseaux sociaux, notamment via la publication de selfies, suscite des débats.
En 2014, elle figure dans un classement recensant les dix jeunes personnalités politiques les plus influentes d'Afrique.

### Après le gouvernement

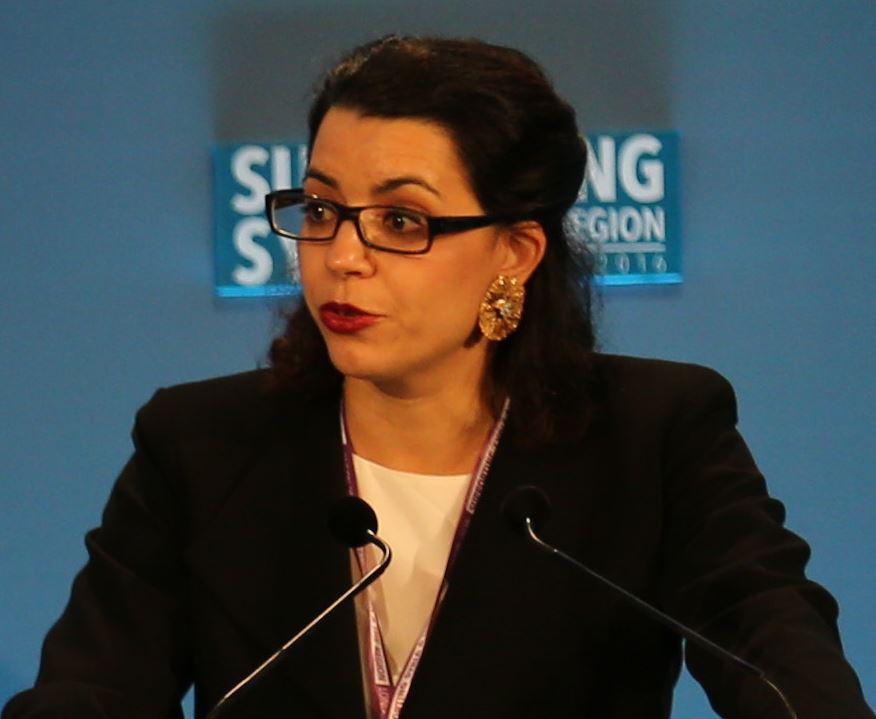
Amel Karboul à la tribune de la conférence Supporting Syria en 2016.

En septembre 2015, elle devient secrétaire générale du Forum économique maghrébin, un organisme sans but lucratif et non partisan qui vise à créer une économie plus englobante et plus durable dans la région du Maghreb.
Le 30 juin 2016, elle est désignée comme membre de la Commission internationale de l'éducation des Nations unies, désignation confirmée le 22 septembre.

## Conférences et publications
Régulièrement, Amel Karboul donne des conférences et effectue des publications.
Lors de l'événement 2015 du TEDx de Berlin, qui avait pour thème Leading in a Complex World, elle expose certaines idées de son livre, Coffin Corner. Warum auch die besten Unternehmen abstürzen können,.

## Distinctions
- Commandeur de l'Ordre de la République tunisienne[33]